# 赫魯薩倫

赫魯薩倫是哥倫比亞的城鎮，位於該國中部，由昆迪納馬卡省負責管轄，距離首府波哥大113公里，始建於1868年，面積236平方公里，海拔高度378米，2005年人口2,632。
4°40′N 74°40′W / 4.667°N 74.667°W